# 서비스형 블록체인
서비스형 블록체인(Blockchain-as-a-Service, BaaS)은 사업체들이 클라우드 컴퓨팅 솔루션을 이용하여 자신들만의 블록체인 앱, 스마트 계약, 그리고 업체가 개발한 블록체인 인프라스트럭처의 기능을 빌드하고 호스팅하고 사용할 수 있게 하는 서비스이다. 소프트웨어 접근이 구독 기반으로 제공되는 서비스형 소프트웨어(SaaS)의 이용 경향이 증가세에 있는 것처럼 BaaS는 자신들만의 블록체인을 개발하고 그 주제에 대한 전문지식을 쌓을 필요 없이 원하는 구성의 블록체인망의 접근을 비즈니스에 제공한다.
IBM, 세일즈포스, 마이크로소프트, 아마존, 알리바바, 오라클, 바이두 등 수많은 주요 클라우드 서비스 제공자들은 현재 서비스형 블록체인을 제공한다.